# Дамас, Франсуа-Этьен де
Франсуа́-Этье́н Дама́с (фр. François-Étienne Damas) (1764—1828) — французский генерал, участник Наполеоновских войн. Брат Франсуа́ Огю́ста Дама́са.
Родился в Париже 22 июня 1764 года и готовился стать архитектором, но революция сделала его солдатом. В 1792 году был назначен адъютантом генерала Менье, затем начальником штаба Клебера.
Произведённый 6 декабря 1793 года в чин бригадного генерала, Дамас отличился при осаде Майнца, форсировал переправу через Рейн у Нейвида в 1796 году, где был ранен в ногу, а затем в 1798 году в качестве начальника штаба сопровождал Клебера в Египет. Здесь он овладел Розеттой и сражался при Пирамидах, Шебриссе, Гемелие и так далее.
Клебер, очень ценивший Дамаса, после отъезда Бонапарта, произвёл Дамаса в дивизионные генералы. Преемник Клебера, неспособный Мену, из-за нерешительности которого в 1801 году была проиграна битва при Абукире, по возвращении во Францию обвинил в неудаче Дамаса, вследствие чего тот пять лет оставался не у дел и даже был арестован одновременно с Моро. Однако Мюрат, бывший тогда губернатором Парижа, освободил Дамаса, и в 1807 году дал ему командование в своём Бергском княжестве.
В 1812 году Дамас организовал войска этого княжества и командовал ими во время похода в Россию, там он отличился при переправе через Березину.
Затем Дамас вернулся в Берг, где оставался до 1813 г. В 1814 г. Людовик XVIII назначил его командующим парижской жандармерией. Во время Ста дней Дамас присягнул Наполеону, по возвращении же Бурбонов снова стал инспектором корпуса жандармов и умер в Париже 23 декабря 1828 года.
Его имя высечено на Триумфальной арке в Париже.